# نثنائيل وست
نثنائيل وست (بالإنجليزية: Nathanael West)‏ (17 أكتوبر 1903، نيويورك في الولايات المتحدة - 22 ديسمبر 1940، إل سنترو في الولايات المتحدة)؛ مؤلِّف، كاتب مسرحي، كاتب سيناريو وروائي أمريكي.

## مسيرته التعليمية
درس المرحلة الثانوية في مدينة نيويورك، ثم التحق بجامعة تافتس عام 1921، إلا أنه انسحب منها وانضم إلى جامعة براون، وتخرج منها عام 1924. انتقل إلى باريس، وعاش فيها سنتين. في عام 1935، انتقل إلى هوليود ليؤلف بعض القصص السينمائية.

## أعماله
- الآنسة ذات القلب الوحيد (1933).

- المليون البارد (1934).

- يوم الجرادة (1939).

- الحياة الحالمة (1939).[9]

## روابط خارجية
- نثنائيل وست على موقع IMDb (الإنجليزية)
- نثنائيل وست على موقع الموسوعة البريطانية (الإنجليزية)
- نثنائيل وست على موقع قاعدة بيانات برودواي على الإنترنت (الإنجليزية)
- نثنائيل وست على موقع قاعدة بيانات برودواي على الإنترنت (الإنجليزية)
- نثنائيل وست على موقع إن إن دي بي (الإنجليزية)
- نثنائيل وست على موقع قاعدة بيانات الفيلم (الإنجليزية)